# Křemačov
Křemačov (německy Kremetschau) je místní částí města Mohelnice, zhruba 3 km západně na silnici do obce Řepová. Mezi Mohelnicí a Křemačovem se nachází Křemačovský rybník, na kterém se každoročně koná "Vánoční výlov kaprů". Obcí protéká potok Mírovka, který odděluje část zvanou Podolíčko. Podél Mírovky vede stará cesta k Mírovu. Nedaleko za Křemačovem se již začínají zvedat kopce Mírovské vrchoviny.

## Kulturní památky
V katastru obce jsou evidovány tyto kulturní památky:
- Zemědělská usedlost čp. 20 (dříve čp. 15, na jižní straně návsi) - empírová lidová architektura z roku 1847 se štítem členěným maltovým štukem.
- Kaple Panny Marie na návsi
- Kříž před kaplí na návsi
- Kříž v části Podolíčko
- Kříž severně od Podolí u silnice
- Kaplička svatého Šebestiána u Mohelnice za rybníkem

## Sportovní akce
- Extrem truck trial show pořádaná každoročně v květnu v blízkém lomu
- Motokrosové soutěže v nejrůznějších kategoriích (motocykly, čtyřkolky, sidecary) v blízkém lomu
- Traktorial výstava v blízkém lomu